# Reinhard Erich von Gemmingen
Reinhard Erich von Gemmingen (* 11. Dezember 1866 in Budapest; †  24. März 1932 im Palace-Sanatorium, Nový Smokovec, Hohe Tatra) war ein österreichischer Offizier im Rang eines kaiserlich-königlichen Oberst. Er besaß ein Viertel der Besitzungen der Freiherren von Gemmingen in Gemmingen und Ittlingen.

## Leben
Reinhard Erich von Gemmingen war ein Sohn des Otto von Gemmingen (1823–1890) und der Sarah Anna Stewart of Ardvorlick (1829–1910). Er besuchte von 1877 bis 1880 die Realschule in Prag, von 1880 bis 1881 die Militär-Unterrealschule Eisenstadt, von 1881 bis 1884 die Militär-Oberrealschule Mährisch-Weißkirchen und von 1884 bis 1887 die Militärakademie in Wiener Neustadt. 1887 trat er in das Dragoner-Regiment Prinz Eugen von Savoyen No. 13 in Enns ein, wo er 1890 Oberleutnant war. In seiner Militärkarriere erreichte er zuletzt den Rang eines Obersts.
Aufgrund seiner Abstammung aus der Familie der Freiherren von Gemmingen hatte er ein Viertel am Gemmingen’schen Besitz in Gemmingen (auch am Unterschloss) und in Ittlingen geerbt. Seine Frau Emma Gräfin von Sizzo-Noris (1871–1947), die er 1892 in Wien heiratete, brachte weiteren Besitz mit in die Ehe, da sie über ihren Vater Heinrich Graf von Sizzo-Noris Mitherrin der Sizzo-Norisschen Fideikommissgüter San Bartolomeo, Civelo (Terlago),  Matarello und Vezzano (im Bezirk Trient) sowie über ihre Mutter Maria Freiin von Heine-Geldern, einer entfernten Verwandten Heinrich Heines, auch Miterbin der Heine-Geldernschen Güter in Schönkirchen (Niederösterreich) war.
Nachdem der erste, 1893 geborene Sohn Wilhelm bereits 1925 gestorben war, blieb nur der zweite Sohn Hermann Heinrich (1895–1967) als Erbe übrig. Hermann Heinrich blieb ledig und wohnte mit der Mutter im Allgäu. Er hatte kein Interesse am ererbten Besitz und hat die Erbmasse verkauft.